# Standard Widget Toolkit
Standard Widget Toolkit (SWT) é um widget toolkit para uso com a plataforma Java. Foi originalmente desenvolvido pela IBM e hoje é mantido pela Eclipse Foundation em conjunto com o IDE Eclipse. É uma alternativa para o Abstract Window Toolkit (AWT) e o Swing, fornecidos pela Sun Microsystems como parte do Java Platform, Standard Edition.
O SWT é escrito em Java. Para exibir elementos gráficos, a implementação do SWT acessa as bibliotecas gráficas nativas do sistema operacional usando o Java Native Interface (JNI) de uma forma similar a que outros programas são escrito usando APIs específicas de um sistema operacional. Programas que usam o SWT, assim como o Swing, são portáveis, mas a implementação do toolkit, apesar do fato que parte dele é escrito em Java, é única para cada sistema.
O toolkit é licenciado sob a Eclipse Public License, uma licença código aberto aprovada pelo Open Source Initiative.